# Campionat d'Espanya de motocròs 1984
La temporada de 1984 del Campionat d'Espanya de motocròs fou la 26a edició d'aquest campionat, organitzat per la Reial Federació Motociclista Espanyola.

## Classificació final

### 125cc
| Posició | Pilot          | Motocicleta | Punts |
| ------- | -------------- | ----------- | ----- |
| 1       | Jordi Elías    | Cagiva      | ?     |
| 2       | Toni Elías     | Cagiva      | ?     |
| 3       | Pablo Colomina | KTM         | ?     |
| 4       | ?              | ?           | ?     |
| 5       | ?              | ?           | ?     |
| 6       | ?              | ?           | ?     |
| 7       | ?              | ?           | ?     |
| 8       | ?              | ?           | ?     |
| 9       | ?              | ?           | ?     |
| 10      | ?              | ?           | ?     |

### 250cc
| Posició | Pilot          | Motocicleta | Punts |
| ------- | -------------- | ----------- | ----- |
| 1       | Pablo Colomina | KTM         | ?     |
| 2       | Toni Elías     | Cagiva      | ?     |
| 3       | Toni Arcarons  | Honda       | ?     |
| 4       | ?              | ?           | ?     |
| 5       | ?              | ?           | ?     |
| 6       | ?              | ?           | ?     |
| 7       | ?              | ?           | ?     |
| 8       | ?              | ?           | ?     |
| 9       | ?              | ?           | ?     |
| 10      | ?              | ?           | ?     |

## Categories inferiors
Font:
| Campionat                  | Guanyador         | Motocicleta |
| -------------------------- | ----------------- | ----------- |
| Trofeu Sènior 250cc        | Jesús Barragán    | Gilera      |
| Trofeu Júnior 125cc        | Luis Tello        | KTM         |
| Copa Juvenil (Sub-16) 80cc | José Manuel Sainz | Suzuki      |